# 1月蜂起

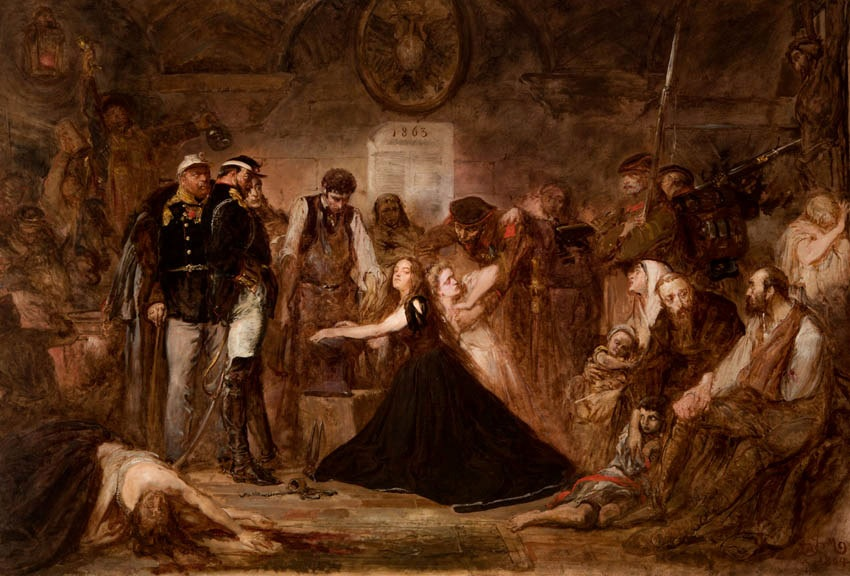
「ポロニア、1863年」ヤン・マテイコ画、1864年。1863年1月の蜂起失敗後に描かれた作品。囚人たちがシベリアへの移送を待つ情景を描いている。ロシア人の官吏と兵士は、鍛冶屋が黒衣を着た若い女性（擬人化されたポーランド）に手枷をはめるのを眺めている。彼女と引き離されようとしている奥の白衣の女性はリトアニアを象徴している。

1月蜂起または1863年蜂起（ポーランド語: powstanie styczniowe、リトアニア語: 1863 m. sukilimas）は、旧ポーランド・リトアニア共和国領（現在のポーランド、リトアニア、ベラルーシ、ウクライナ北部とロシア西端部）で発生したロシア帝国に対する武装蜂起。1863年1月22日に始まり、1864年4月11日に終結した。最後の反乱者たちが掃討された1865年まで続いたとする場合もある。
蜂起はポーランドの青年がロシア帝国軍に徴兵されることに対する抗議運動と同時に始まり、すぐにポーランド人やリトアニア人の高官や様々な政治家も参加した。反乱軍は規模が小さく、諸外国からの本格的な支援も無かったため、必然的にゲリラ戦術を採用することを余儀なくされた。彼ら反乱軍はいかなる軍事的勝利を得ることも、主要都市や要塞を占拠することも出来なかったが、小作農たちを民族運動から遠ざけようと企図された、ロシア領ポーランド地域における農奴制廃止の効果を薄れさせることには成功した。反乱の参加者たちには処刑やシベリアへの流刑といった残酷な報復が待っていた。こうしたロシア政府の厳しい対応のおかげで、ポーランド・リトアニアの人々はさらなる軍事闘争を引き起こすのをあきらめ、「有機的労働」（Organic work）の理念を受け入れて経済面や文化面での国力強化に専念するようになった。

## 蜂起前夜

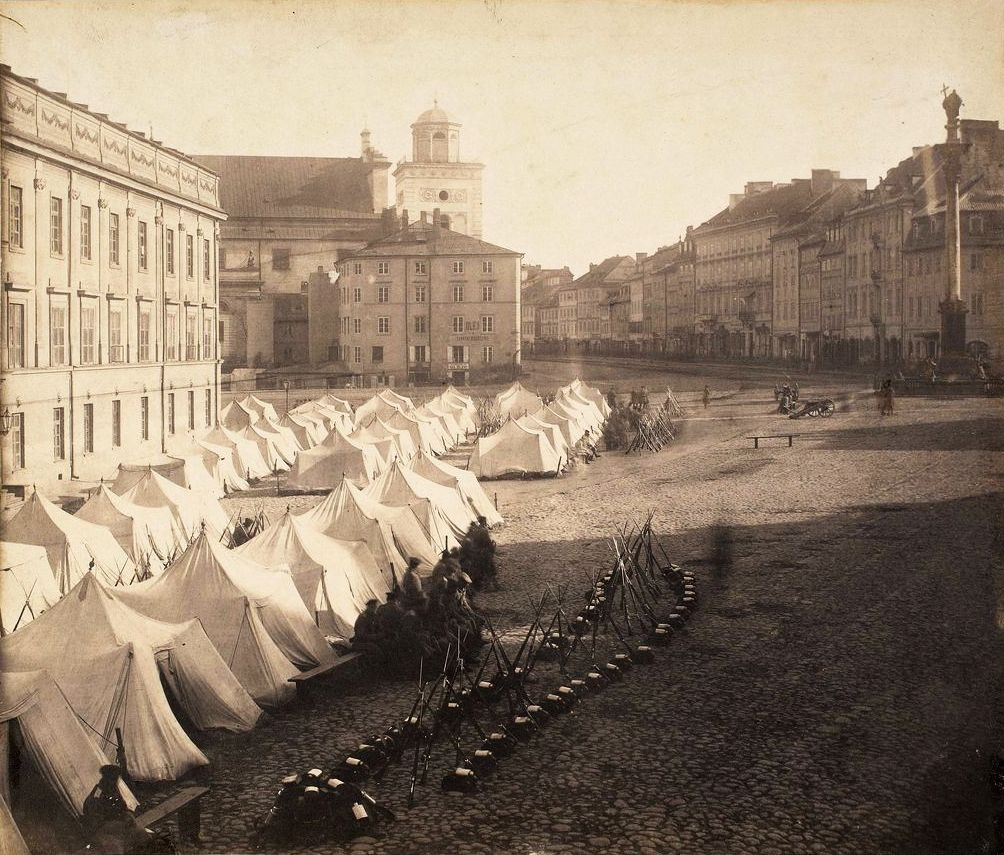
1861年、戒厳令が出されたワルシャワに駐屯するロシア軍

ロシア帝国がクリミア戦争に敗れて経済的、政治的に弱体化すると、旧ポーランド・リトアニア共和国領の社会情勢は不穏なものになっていった。ジュゼッペ・ガリバルディ、カール・マルクス、ミハイル・バクーニンらの思想に影響を受けた小作農や学生たちは、組織的な示威行動を開始した。1861年にはヴィリニュスだけでも116回のデモ行進があった。愛国者たちによる暴動が立て続けに起きた後、ロシア皇帝アレクサンドル2世の任命したポーランド副王カルル・ランベルト将軍は、1861年10月14日にポーランドにおいて戒厳令をしいた。集会が禁止され、一部の民衆指導者の行動が非合法と決められた。
蜂起の指導者となる人々はサンクトペテルブルク、ワルシャワ、ヴィリニュス、パリ、ロンドンに密かに結集していた。これらの人々が互いに接触や会合を続ける中で、赤党と白党という2つの主要な党派が形成された。小作農、労働者、一部の聖職者は赤党に、地主や知識人は白党にそれぞれ集まった。1862年には、この2つの指導的なグループが旧ポーランド・リトアニア共和国の支持勢力を構成していた。

## 旧ポーランド王国地域の蜂起

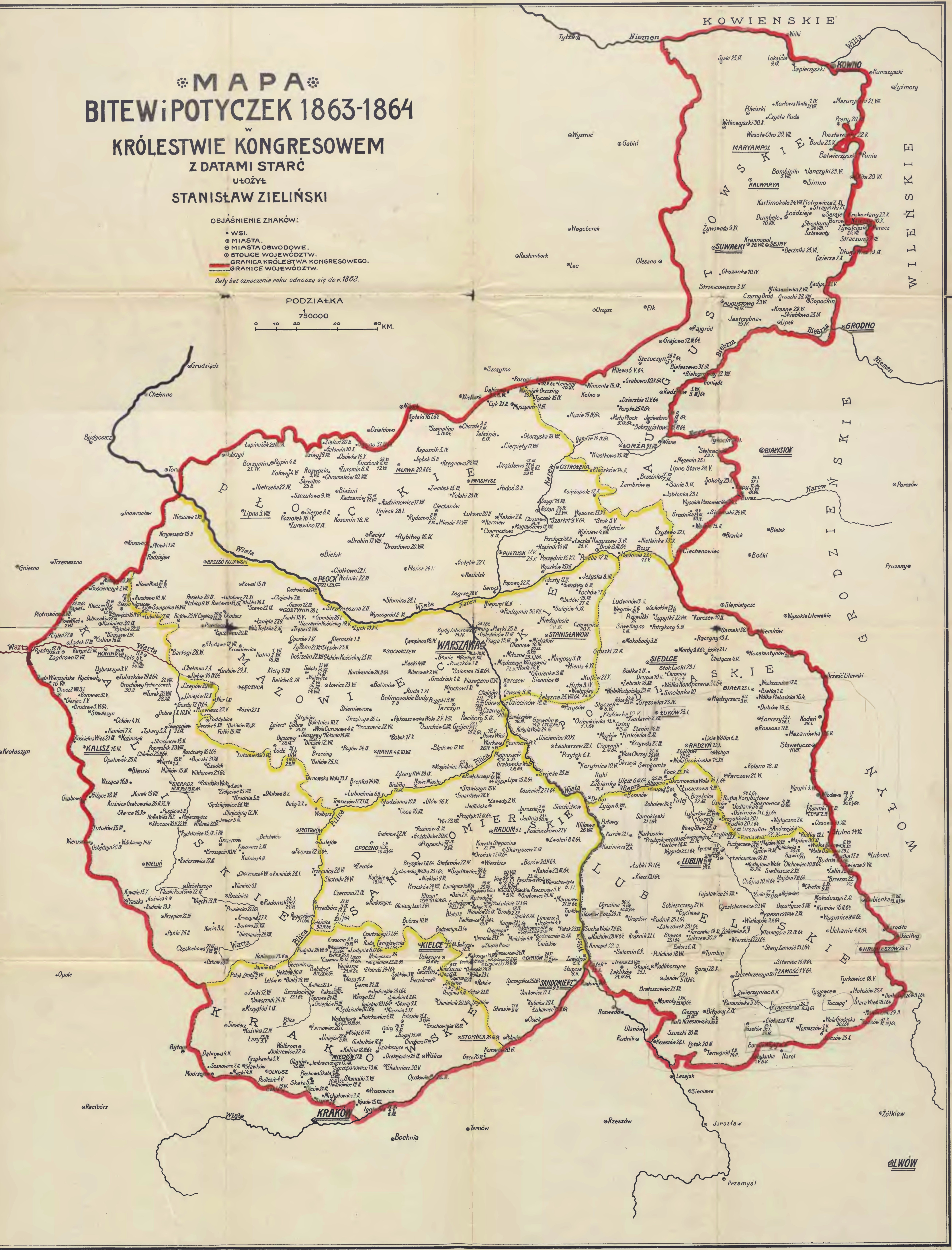
1月蜂起中のポーランド会議王国における諸戦闘

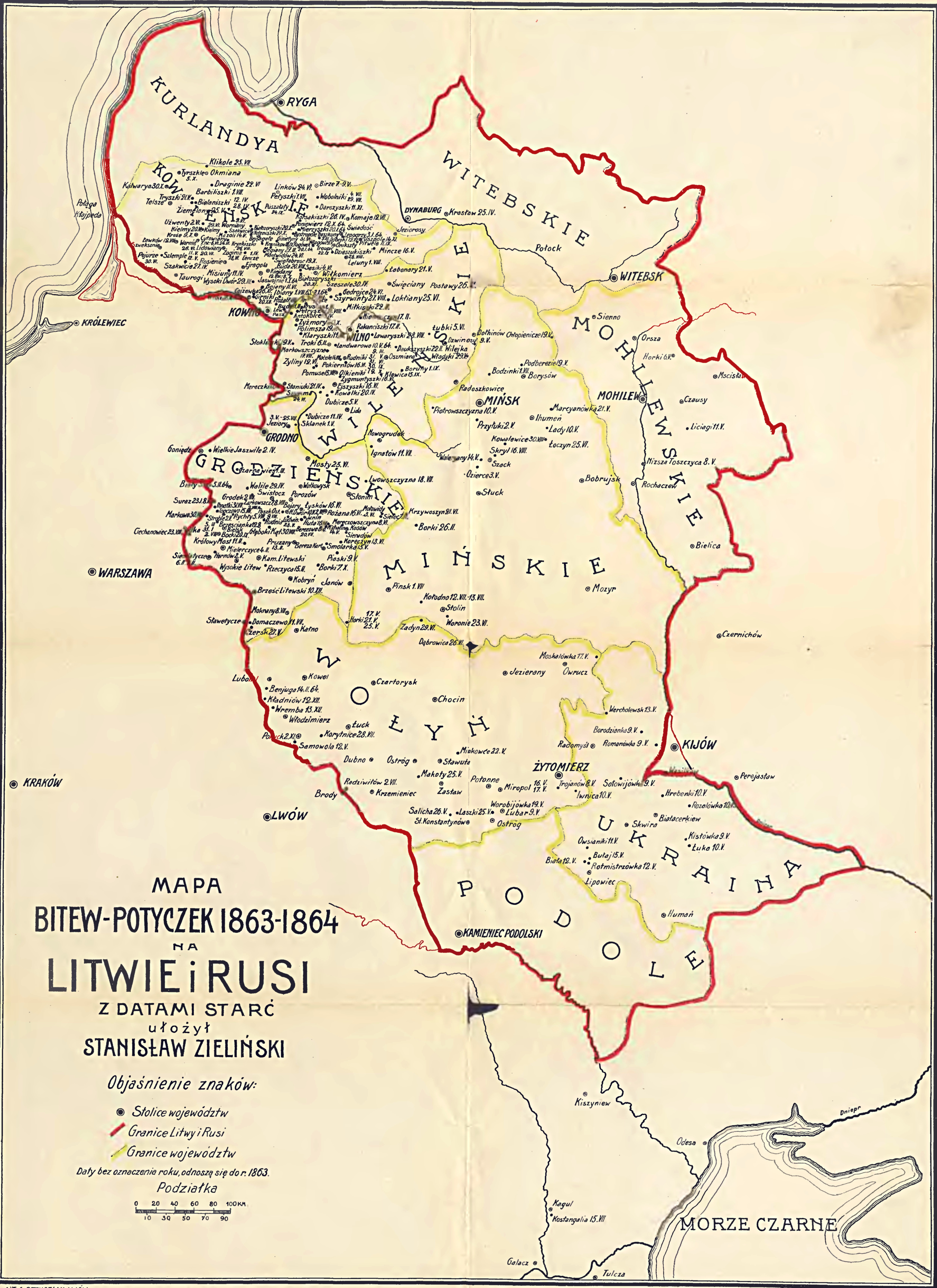
1月蜂起中のリトアニア、ラトビア、ベラルーシおよびウクライナにおける諸戦闘

蜂起は当時しばし平穏であったヨーロッパに新たな騒擾をもたらす形で始まった。ポーランド人を支援すべしという世論の強い声があったにもかかわらず、フランス、イギリス、オーストリアなどの列強国は、政治的な安定期が失われたことを苦々しく思っていた。潜伏していた蜂起の指導者たちは、ロシア領ポーランド王国政府首班のアレクサンデル・ヴィエロポルスキ伯爵によるロシア軍への徴兵命令を拒んで森に隠れていた青年たちに、武器や装備を提供する目処を立てられなかった。ほぼ約1万人が革命の旗の下に集まった。反乱に参加した者たちは主に都市部の労働者や若い事務員といった層を中心としていたが、貧窮シュラフタの次男以下の息子や、大勢の下級聖職者もかなりの割合で混在していた。
まともに武装もしていない反乱分子を始末するため、ロシア政府はラムゼイ将軍率いる9万人の軍勢をポーランドに送り込んだ。反乱はすぐに鎮圧されるかに思われた。しかし戦いの火蓋が切られ、反乱者の立ち上げたポーランド暫定政府は熱狂的に祖国回復の偉業達成へと邁進し始めた。彼らは「信条、身分、階層の区別のない自由にして平等な全てのポーランドの息子たち」に向けて声明を出した。声明は、小作農の耕している土地は、それが賃貸だろうが領主への奉仕で耕しているものであろうが、今後は無条件に彼らの財産とし、それに伴って領主が失うことになる土地の補償金は国立の中央銀行が拠出するとしていた。革命政府は2月のあいだ、ろくな武器もなく各地に散在した状態でゲリラ戦法を巧妙に駆使し、ロシア軍を相手に80回もの激戦を繰り拡げた。一方、蜂起の声明は西ヨーロッパ諸国に向けても出され、北はノルウェーから西はポルトガルまで、どの地域でも真からの同情を以て受け止められた。ローマ教皇ピウス9世はカトリック国ポーランドが正教国ロシアに対する防衛に成功するべく、特別の祈りを捧げるよう信徒に呼びかけた。この呼びかけはポーランド人に対するヨーロッパ人の共感を大きく高めた。

## 旧リトアニア大公国地域の蜂起
リトアニア、ベラルーシ、ラトビア、ウクライナ北部およびロシア西部での蜂起は1863年2月1日に始まった。赤党と白党の合同政府が結成され、ジグムント・シェラコフスキ、アンターナス・マツケヴィチュス、コンスタンティ・カリノフスキらによって指導された。彼ら指導層はポーランドにおける同志たちを全面的に支持し、一貫してポーランドの反乱者に忠実に行動した。ポーランド、リトアニア、ベラルーシの反乱者の数はさらに増大し（反乱が最高潮に達した時点では3万人以上）、武器不足もやや改善されていったが、敵側は彼らを遥かに凌ぐ規模と武力を有していた。リトアニアには13万5000人のロシア軍と6000人のコサック兵が、ヴォルィーニには4万5000人のロシア軍が駐屯していたのである。蜂起軍が敵側との大規模な戦闘を行うごとに、反乱参加者の数は少なくとも10分の1にまで減った。
蜂起が始まって24時間のうちに、リトアニア中の兵器工場が奪取され、多くのロシア人官吏が公開処刑にされた。1863年2月2日には、マリヤンポレ近郊のチスタ・ブーダで、ロシア軍の驃騎兵部隊と大半が大鎌で武装したリトアニア人農民との最初の大規模な戦闘が起きた。この戦闘は準備不足な農民たちが一方的に虐殺される形で終わった。短期決戦が望ましいと考えた反乱者の各グループは、結集してより大きな部隊を作り、さらに新たな参加者を求めた。4月7日、2500人の武装兵を集めることに成功していたジグムント・シェラコフスキは、復古したポーランド・リトアニア共和国の総司令官に選出された。シェラコフスキに率いられた農民軍は、苦戦を強いられつつも何度か勝利を手にした（4月21日のラグヴァの戦い、5月2日のビルジャイの戦い、5月7日のメデイケイの戦い）。しかし数週間にわたって続いた行軍と戦闘に疲れ果て、5月8日にグディシュキース近郊で行われた戦いには敗北した。

## 展開

1月蜂起におけるポーランドの国章。ポーランド・リトアニア共和国を構成した3民族の国章、ポーランドの「白鷲」、リトアニアの「騎手」、ルテニア（ウクライナとベラルーシ）の「大天使ミカエル」が一緒に描かれている。

1月蜂起におけるポーランドの旗

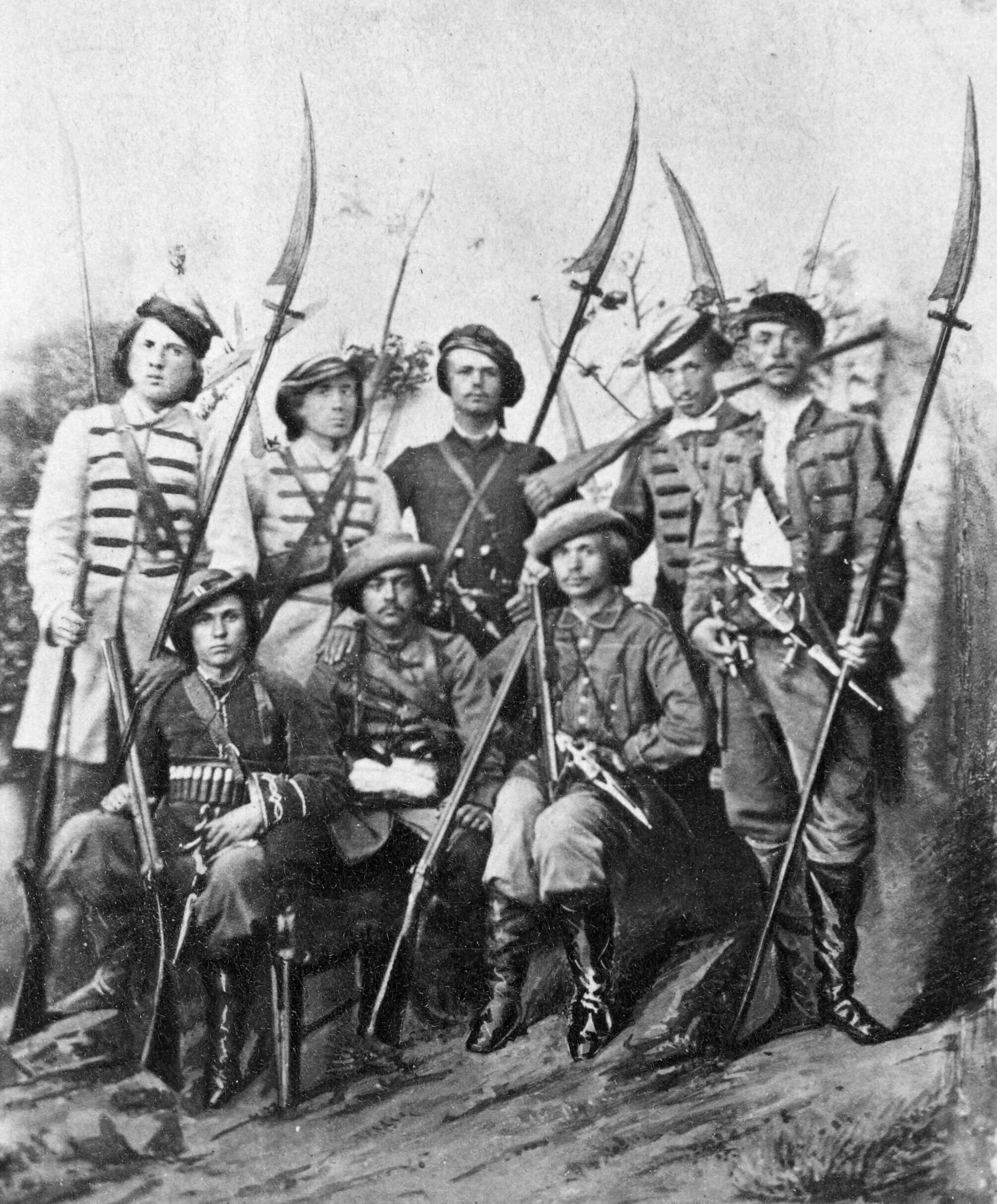
大鎌で武装した蜂起軍の農民兵

反乱者の国民政府は、貴族支配に対する不満が広がっていると思われたロシアで、革命が起きることを期待していた。またフランス皇帝ナポレオン3世の積極的な支援をも当てにしていた。ロシアと友好関係を持ち、ポーランドで起きた蜂起の鎮圧を援護するとまで申し出たプロイセンと、フランスとの戦争は当時不可避なものとなりつつあり、ポーランドとフランスは共通の敵を持つ同盟者になりうると考えられたのである。ロシアとプロイセンとの協定は2月14日には結ばれ、ベルリン駐在のイギリス大使は本国政府に対し以下のように伝えている、プロイセンの特使は「ロシア政府との軍事協定を取り決めた。これによると両国政府は近年ポーランドとリトアニアで起きている反政府活動の鎮圧に関しては、相互補完的にお互いの便宜を図り合うとのこと。ロシア軍当局はプロイセンの鉄道を利用して、自国の軍隊をプロイセンの支配する旧ポーランド・リトアニア共和国地域に送り込むことが出来るようになる」。プロイセン宰相ビスマルクが取り決めたこの協定は諸列強国の一部の政府から抗議を受け、また旧ポーランド・リトアニア共和国領に住む諸国民を憤慨させた。その結果、はじめは小規模な蜂起だったものは、いまやロシアに対する民族戦争の性格を帯びるようになった。アダム・イェジ・チャルトリスキ公の息子ヴワディスワフ・チャルトリスキ公の助言を受けてなされたナポレオン3世の約束に勇気づけられ、全ての国民が武器を取ることになった。ワルシャワ大司教を含む、ロシア政府の下で官職を与えられていた旧共和国領の市民全員が蜂起軍と一致団結することを表明し、その地位を放棄して、白党の最有力の指導者5人で構成された新しい立憲政府に従った。
民族戦争を開始したポーランドを救うための内政干渉を継続した列強国は、スウェーデンだけだった。スウェーデン王カール15世は、ポーランドの悲惨な状況に同情を示し、ロシアに対する十字軍を立案したが、同時期に起こったデンマーク戦争への対策に追われ、さらに蜂起軍への支援はスウェーデンの中立主義的志向ゆえに行われなかった。現実主義的な政治判断の結果、諸列強国は独立ポーランドによって悪影響をおよぼすような行動をとった。オーストリアはそれまでポーランド会議王国に対して友好的中立の立場をとり、自国領の一部であるガリツィア・ロドメリア王国におけるポーランド民族運動に弾圧を加えることもなかったが、ここに来て態度を硬化させた。民族主義の表面化は、それまでこの蜂起を好意的に見ていたロシアの急進派グループとの関係も悪化させた。急進派のロシア人たちはそれまで、この蜂起の性格を民族主義的ではなく社会主義的なものと見なしていたからこそ同情を寄せていたのだった。ロシア政府もまた、勢いを得つつある蜂起の早期鎮圧によりいっそうの精力を傾けるようになった。

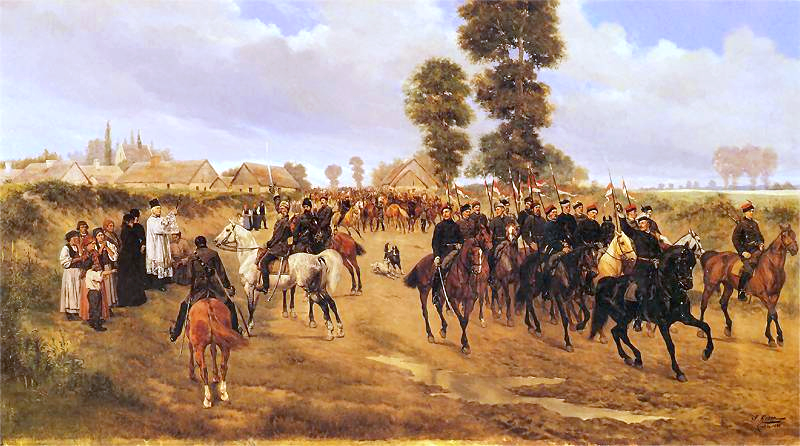
ポーランドの槍騎兵たちによるパトロール

何千人もの「共和国」市民が戦いの中で命を落とし、「首吊り屋」と呼ばれてポーランド人に憎まれたロシアのミハイル・ムラヴィヨフ将軍は私的に128人の反乱者を絞首刑にし、9423人の男性と女性がシベリア流刑を宣告された（流刑となった人数については、ロシアの記録は非常に低く見積もられていて2500人である。イギリス人の歴史家ノーマン・デイヴィスは8万人であったと見積もり、これはロシアの歴史において史上最大規模の囚人移送だったと主張する）。村や都市は次々に焼き払われ、運動家たちは吊るしあげられ、シュラフタは財産没収や法外な課税処分を受けて姿を消した。ロシア軍の蛮行はあまりに惨いものだったため、ヨーロッパ全域から非難の声が上がり、ロシア国内でも反乱者に残忍なリンチを繰り返したムラヴィヨフ将軍は更迭された。新しくポーランド副王に任命されたフョードル・ベルク伯爵もムラヴィヨフと何ら変わらず、会議王国に対して非人道的な厳罰と弾圧をもって臨んだ。赤党は保守主義者が集まる国民政府が行った小作農の扱いに関する反動的な政策を批判していたが、ナポレオン3世の空約束を信じ切っていた。国民政府もまたフランスからの援軍を信じ、彼らが来ることを前提とした戦術方針に固執した。1863年10月に高い尊敬を集める有能な軍人ロムアルト・トラウグトが実権を掌握するに至り、国民政府側にはようやく希望が見え始めた。

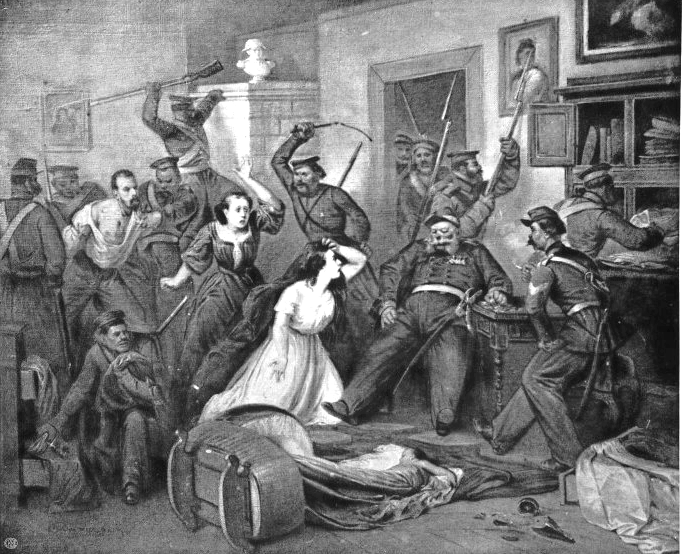
ポーランド貴族の館で略奪行為におよぶロシアの兵士たち

トラウグトは最初の国民政府の政策に立ち戻り、小作農に土地を与えて彼らを蜂起に積極的に参加させることで、全階級による闘争を実現させようとした。小作農たちの反応は上々だったが、広範な動きに結びつくことはなかった。優れた政策ではあったが、採用するには時期が遅すぎたのである。ロシア政府は先手を打ってポーランドの貴族領地の小作農たちに働きかけ、彼らに自由所有の土地の請求権を与えていたのである。戦闘はその後も数カ月にわたって、断続的に続いた。蜂起軍の将軍たちの中でもユゼフ・ハウケ＝ボサク伯爵は勇猛さを見せ、数の上で圧倒的な優位を誇るロシア軍から数都市を奪い取った。ロムアルト・トラウグトと他の国民政府のメンバー4人が1864年4月に逮捕されてワルシャワ要塞で処刑されると、1月蜂起はその年の下半期には急速に終結へと向かい、8か月しか続かなかった。蜂起はそれまで650回もの戦闘と小競り合いを繰り広げ、およそ2万5000人のポーランド人の命を犠牲にしていた。サモギティアとポドラシェの2地域が、最も長く蜂起を支持し続けたと言われる。両地域ではカトリック教会に属しながら正教の典礼を保つギリシア・カトリック教徒の住民が、蜂起の参加者たちから内通者と見なされて私刑にかけられ、処刑された。
蜂起の消滅後には、厳しい報復が待っていた。ロシアの公式記録によれば、396人が処刑され、1万8672人がシベリア送りになった。多数の男女がカフカース地方、ウラル地方といったロシア内陸部に送り込まれた。またおよそ7万人が逮捕され、後にポーランド国外へ追放されてロシアから遠く離れた地域に身を落ちつけている。ロシア政府はポーランド会議王国にあった1660の所領を、旧リトアニア大公国にあった1794の所領を没収している。全ての所領には戦争の「賠償金」として収入（注：所得ではない）の10%もの税金がかけられた。この高額な税金は、1869年になってようやく5%に引き下げられた。ロシア政府は小作農たちに土地を与えたばかりでなく、「地役権」の名目で森林や放牧地の利用権その他の諸権利を与えた。こうした措置は、続く数十年にわたって起きた領主と小作農とのあいだの絶えまない紛争の火種となったし、土地の細分化を引き起こしたことで経済発展の障害にもなった。ロシア政府は教会の領地と資金をすべて没収して修道院を閉鎖した。宗教教育を除けば、学校で行われる全ての授業と研究はロシア語で行うことが強制された。ロシア語は旧「共和国」地域の公用語となり、中央でも地方でも全ての行政機関ではロシア語以外の言葉を使うことは禁止された。かつての自治国家であるポーランド会議王国の痕跡を残すものはすべて消し去られ、王国は10の地域に分割され、それぞれの地域にはワルシャワ総督の完全な統制下にある軍政官が置かれた。蜂起以前に会議王国の公職についていた者はすべてその地位を追われた。こうした厳しい措置は一定の成功をおさめた。蜂起の終焉から41年後の1905年、ロシアによる強権的な統治が革命によって崩壊すると同時に、次世代のポーランド人たちは再び独立を求めて立ち上がることになる。

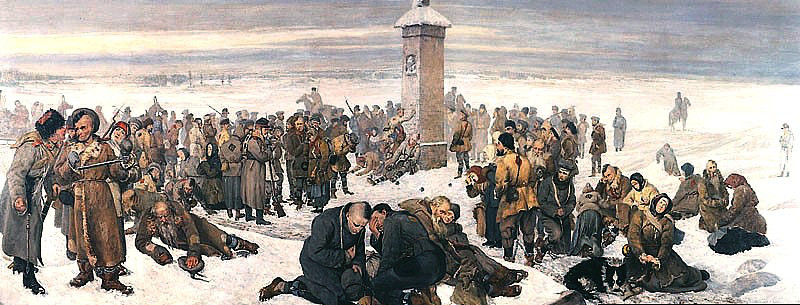
「ヨーロッパとの別れ」アレクサンデル・ソハチェフスキ画。画家自身も蜂起に参加し、シベリアに流刑となった。

## 文学における1月蜂起
- ポーランドの詩人ツィプリアン・ノルヴィトは「ショパンのピアノ」という詩の中で、1863年の1月蜂起中に作曲家フレデリック・ショパンの遺品のピアノが、心ないロシア軍の兵士によってワルシャワの建物の2階から投げ出される情景を描いている。実際のショパンは1830年の11月蜂起が起きる少し前にポーランドを出国して以後、2度と故国には戻っていない。
- ジュール・ヴェルヌ『海底二万里』の初期構想では、ネモ船長は1863年の1月蜂起で家族をロシア人に虐殺されたポーランド貴族という設定だった。しかし同書の出版時期、フランスはロシア帝国との同盟条約に調印したばかりだったことが考慮され、小説の最終決定稿では、ヴェルヌの編集者だったピエール＝ジュール・エッツェルがネモの人物設定をあいまいなものにしてしまった。
- ギー・ド・モーパッサンの小説『ピエールとジュール』で、主人公ピエールには、祖国で起きた血腥い事件の後にフランスに移住したというポーランド人化学者の友人がいる。この「血腥い事件」とは1863年の蜂起のことと考えられる。